# اچ‌ام‌اس ریچموند (اف۲۳۹)
اچ‌ام‌اس ریچموند (اف۲۳۹) (به انگلیسی: HMS Richmond (F239)) یک کشتی است که طول آن 133 m (436 ft 4 in) می‌باشد. این کشتی در سال ۱۹۹۳ ساخته شد.